# Češka krona
Češka krona (češko: koruna česká) je denarna enota Češke. Njena tričrkovna oznaka po standardu ISO 4217 je CZK, uporablja se tudi zapis Kč. Deli se na 100 halerjev (češko: haléř).
Češka krona je bila uvedena 8. februarja 1993, slab mesec po razdružitvi Češkoslovaške, ko je bila odpravljena češkoslovaška krona. Češka vlada v bližnji prihodnosti še ne načrtuje prevzema evra. Za češko krono skrbi Češka narodna banka.
V obtoku so kovanci za 1, 2, 5, 10, 20 in 50 kron. Poleg njih so v obtoku tudi bankovci za 100, 200, 500, 1000, 2000 in 5000 kron. Od začetka novembra 2003 so izven obtoka kovanci z vrednostjo 10 in 20 halerjev, od začetka septembra 2008 niso več v obtoku kovanci z vrednostjo 50 halerjev in bankovci z vrednostjo 20 kron. Od aprila 2011 niso več v obtoku bankovci z vrednostjo 50 kron.
Konec leta 2004 je bil en evro vreden približno 30,65 CZK, torej je bilo za 1 CZK treba odšteti približno 7,83 SIT.